# Deschampsia liebmanniana
Deschampsia liebmanniana är en gräsart som först beskrevs av Eugène Pierre Nicolas Fournier, och fick sitt nu gällande namn av Albert Spear Hitchcock. Deschampsia liebmanniana ingår i släktet tåtlar, och familjen gräs. Inga underarter finns listade i Catalogue of Life.